# Spirostachys venenifera
Spirostachys venenifera är en törelväxtart som först beskrevs av Ferdinand Albin Pax, och fick sitt nu gällande namn av Ferdinand Albin Pax. Spirostachys venenifera ingår i släktet Spirostachys och familjen törelväxter. Inga underarter finns listade i Catalogue of Life.